# Mikulovice (okres Jeseník)
Mikulovice (Duits: Niklasdorf, soms ter onderscheiding van andere plaatsen met dezelfde naam Mikulovice u Jeseníka genoemd) is een Silezische gemeente in de Tsjechische regio Olomouc, en maakt deel uit van het district Jeseník. Mikulovice telt 2498 inwoners (2023).

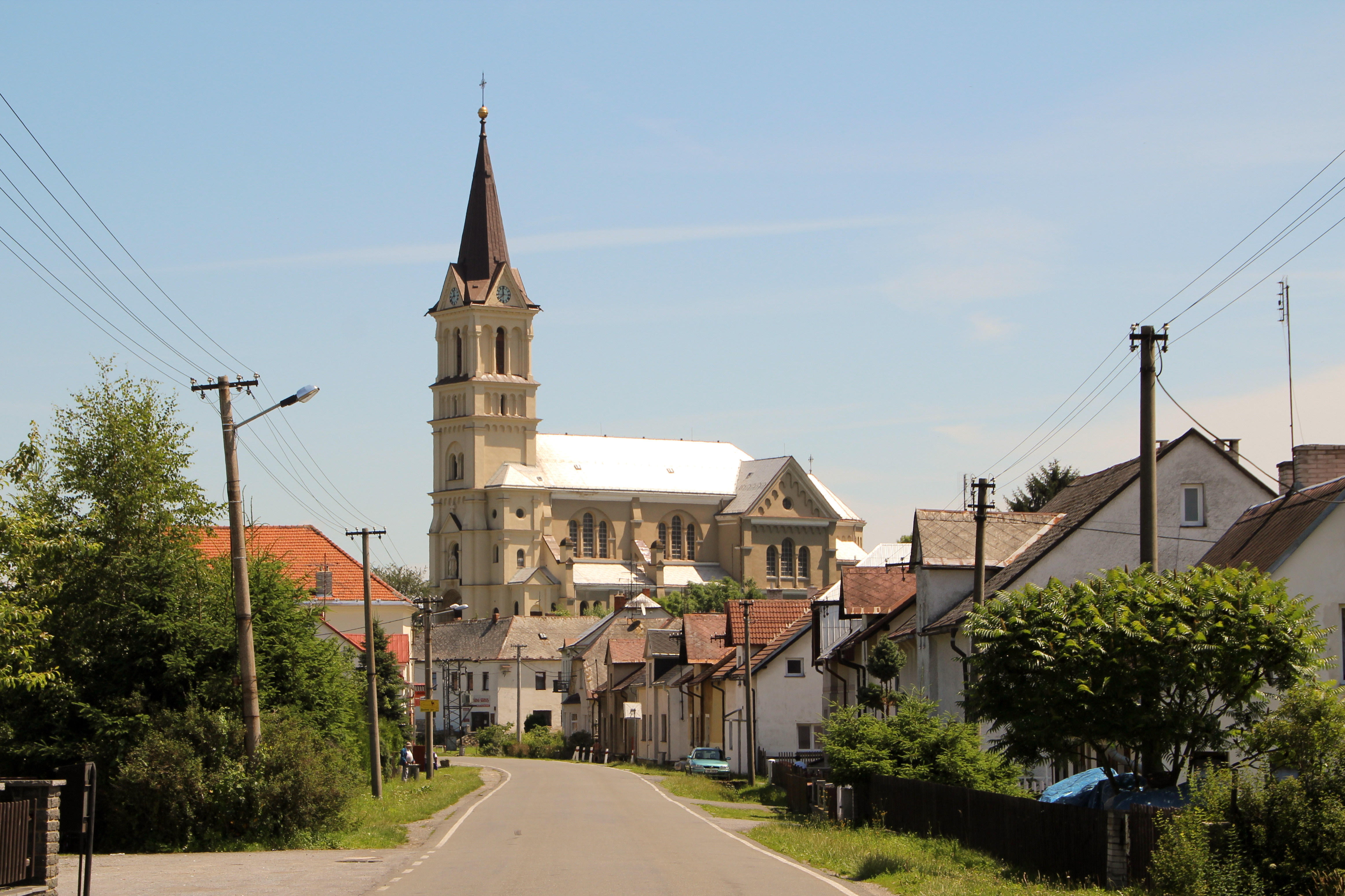

Mikulovice was tot 1945 een plaats met een overwegend Duitstalige bevolking. Na de Tweede Wereldoorlog werd de Duitstalige bevolking verdreven.

## Geschiedenis
- 1263 – De eerste schirftelijke vermelding van Mikulovice als Villa Nicolai.
- 1996 – De gemeente Mikulovice wordt administratief overgeheveld van het district Šumperk naar het nieuw gevormde district Jeseník.[1]

## Geboren in Niklasdorf / Mikulovice
- Edmund Patzke (1844), Oostenrijks componist